# Penitenciarul Bistrița
Penitenciarul Bistrița este o unitate de detenție din Bistrița, județul Bistrița-Năsăud. Directorul actual al unității este subcomisar  de penitenciare Siman Lucian. Penitenciarul a fost înființat prin ordinul nr.91/C al Ministerului Justiției, la data de 1 mai 1991.